# Talent 2010
Talent 2010 var en talentkonkurrence, der blev vist på DR1 hver fredag fra den 6. august til den 22. oktober 2010. Talent 2010 er efterfølgeren til Talent 2009 som blev vist året før. DR har bekræftet, at Talent 2010 bliver den sidste i DR's Talent-konkurrencer grundet medieforliget 2010, der kræver tilpasninger svarende til 2 procent af DR's samlede driftsudgifter.
Talent-konkurrencen er en efterligning af den amerikanske America's Got Talent. Ligesom i X Factor er der tre dommere, Nikolaj Koppel, Hella Joof og Jokeren. Lige inden 2. semifinale blev reglerne lavet om, således, at dommerne fik dommerne et wildcard til finalen, så de selv kunne vælge den 7. finalist.. Vinderen blev trommegruppen Copenhagen Drummers.

## Uge til uge
- Grøn baggrund: Artisten er gået direkte videre til næste liveshow som den, der fik flest eller næstflest sms-stemmer fra seerne.
- Gul baggrund: Artisten fik tredje- eller fjerdeflest sms-stemmer, og blev sendt videre af dommerne.
- Lyserød baggrund: Artisten fik tredje- eller fjerdeflest sms-stemmer, og blev stemt ud af dommerne.
- Rød baggrund: Artisten fik femte- til syvendeflest sms-stemmer, og havde derfor ikke mulighed for at blive sendt videre.
- Lyseblå baggrund: Ekstra plads i finalen blev oprettet, og en artist efter dommernes valg blev sat ind i det.

### 1. kvartfinale
| Rækkefølge | Artist               | Optræden | Resultater               | Antal stemmer         |
| ---------- | -------------------- | -------- | ------------------------ | --------------------- |
| 1          | Bibbi og Snif        | Musik    | Stemt ud af dommerne     | 23.528 (17,7 procent) |
| 2          | Emilia               | Sang     | Stemt ud                 | 8.475 (6,4 procent)   |
| 3          | Flamencoværkstedet   | Dans     | Stemt ud                 | 7.746 (5,8 procent)   |
| 4          | Lauritz              | Saxofon  | Stemt videre af dommerne | 19.861 (14,9 procent) |
| 5          | Patrick              | Beatbox  | Stemt videre             | 27.742 (20,8 procent) |
| 6          | Rockstar Vision Crew | Dans     | Stemt ud                 | 17.878 (13,4 procent) |
| 7          | Sahra da Silva       | Sang     | Stemt videre             | 27.854 (20,9 procent) |

### 2. kvartfinale
| Rækkefølge | Artist              | Optræden   | Resultater               | Antal stemmer         |
| ---------- | ------------------- | ---------- | ------------------------ | --------------------- |
| 1          | Cecilie Fleur       | Musik      | Stemt videre af dommerne | 11.010 (11,9 procent) |
| 2          | Copenhagen Drummers | Trommespil | Stemt videre             | 33.551 (36,2 procent) |
| 3          | Fox Footwork        | Dans       | Stemt videre             | 19.008 (20,5 procent) |
| 4          | Grevinderne         | Gymnastik  | Stemt ud                 | 4.887 (5,3 procent)   |
| 5          | Joy                 | Sang       | Stemt ud                 | 6.660 (7,2 procent)   |
| 6          | Lis                 | Sang       | Stemt ud                 | 7.611 (8,2 procent)   |
| 7          | Morten Olesen       | Sang       | Stemt ud af dommerne     | 9.978 (10,8 procent)  |

### 3. kvartfinale
| Rækkefølge | Artist            | Optræden      | Resultater               | Antal stemmer         |
| ---------- | ----------------- | ------------- | ------------------------ | --------------------- |
| 1          | Alex              | Dans          | Stemt videre             | 19.858 (24,1 procent) |
| 2          | Cock Madame       | Sang/musik    | Stemt ud                 | 3.801 (4,8 procent)   |
| 3          | Felicia           | Sang          | Stemt ud af dommerne     | 15.939 (20,3 procent) |
| 4          | Patrick og Tobias | Fodboldtricks | Stemt videre             | 18.682 (23,8 procent) |
| 5          | Purple Strings    | Musik         | Stemt ud                 | 6.256 (8,0 procent)   |
| 6          | Retah             | Sang          | Stemt ud                 | 6.671 (8,5 procent)   |
| 7          | TMT               | Sang          | Stemt videre af dommerne | 8.337 (10,6 procent)  |

### 4. kvartfinale
| Rækkefølge | Artist            | Optræden              | Resultater               | Antal stemmer         |
| ---------- | ----------------- | --------------------- | ------------------------ | --------------------- |
| 1          | Cecilie Strange   | Jazzmusik             | Stemt ud                 | 7.036 (8,8 procent)   |
| 2          | Harm-Wulf         | Jodler                | Stemt ud                 | 3.043 (3,8 procent)   |
| 3          | Kristine          | Rulleskøjtning        | Stemt ud                 | 4.047 (5,1 procent)   |
| 4          | Deutsch & Solberg | Trylletricks          | Stemt videre             | 20.325 (25,5 procent) |
| 5          | Momentum Boys     | Performance-gymnastik | Stemt ud af dommerne     | 18.699 (23,4 procent) |
| 6          | Sofie             | Sang                  | Stemt videre             | 19.132 (24,0 procent) |
| 7          | Tina              | Rap/dans              | Stemt videre af dommerne | 7.492 (9,4 procent)   |

### 1. semifinale
| Rækkefølge | Artist              | Optræden   | Resultater               | Antal stemmer         |
| ---------- | ------------------- | ---------- | ------------------------ | --------------------- |
| 1          | Patrick             | Beatbox    | Stemt ud af dommerne     | 14.385 (14,5 procent) |
| 2          | Sahra da Silva      | Sanger     | Stemt ud                 | 7.973 (8,1 procent)   |
| 3          | Lauritz             | Saxofon    | Stemt videre af dommerne | 13.406 (13,5 procent) |
| 4          | Copenhagen Drummers | Trommespil | Stemt videre             | 34.295 (34,6 procent) |
| 5          | Fox Footwork        | Breakdance | Stemt videre             | 19.091 (19,3 procent) |
| 6          | Cecilie Fleur       | Sang       | Stemt ud                 | 9.865 (10,0 procent)  |

### 2. semifinale
| Rækkefølge | Artist            | Optræden      | Resultater               | Antal stemmer         |
| ---------- | ----------------- | ------------- | ------------------------ | --------------------- |
| 1          | Patrick og Tobias | Fodboldtricks | Stemt videre             | 15.137 (18,8 procent) |
| 2          | Alex              | Dans          | Stemt ud af dommerne     | 14.492 (18,0 procent) |
| 3          | TMT               | Rap           | Stemt ud                 | 12.526 (15,6 procent) |
| 4          | Deutsch & Solberg | Trylletricks  | Stemt videre             | 16.624 (20,7 procent) |
| 5          | Sofie             | Sang          | Stemt ud                 | 8.698 (10,8 procent)  |
| 6          | Tina              | Rap           | Stemt videre af dommerne | 12.921 (16,1 procent) |

### Finalen
| Rækkefølge | Artist              | Optræden      | Resultater | Antal stemmer          |
| ---------- | ------------------- | ------------- | ---------- | ---------------------- |
| 1          | Cecilie Fleur       | Sang          | 6. plads   | 18.557 (9,8 procent)   |
| 2          | Patrick og Tobias   | Fodboldtricks | 2. plads   | 29.364 (15,5 procent)  |
| 3          | Tina                | Rap           | 7. plads   | 11.185 (5,9 procent)   |
| 4          | Deutsch & Solberg   | Trylletricks  | 5. plads   | 19.372 (10,2 procent)  |
| 5          | Lauritz             | Saxofon       | 4. plads   | 23.947 (12,66 procent) |
| 6          | Fox Footwork        | Breakdance    | 3. plads   | 23.993 (12,68 procent) |
| 7          | Copenhagen Drummers | Trommespil    | Vinder     | 62.793 (33,2 procent)  |

## Fodnoter
1. ↑  Cecilie Fleur blev stemt direkte ud i 2. semifinale, men efter aftale med DR blev et wildcard til finalen oprettet til hende.kilde